# Li Jie
Li Jie (n. 25 august 1979, Xi'an, Republica Populară Chineză) este un trăgător de tir ce a reprezentat Republica Populară Chineză, medaliat olimpic. A participat la o ediție a Jocurilor Olimpice (2004) în care a câștigat o medalie de argint.